# 舞会

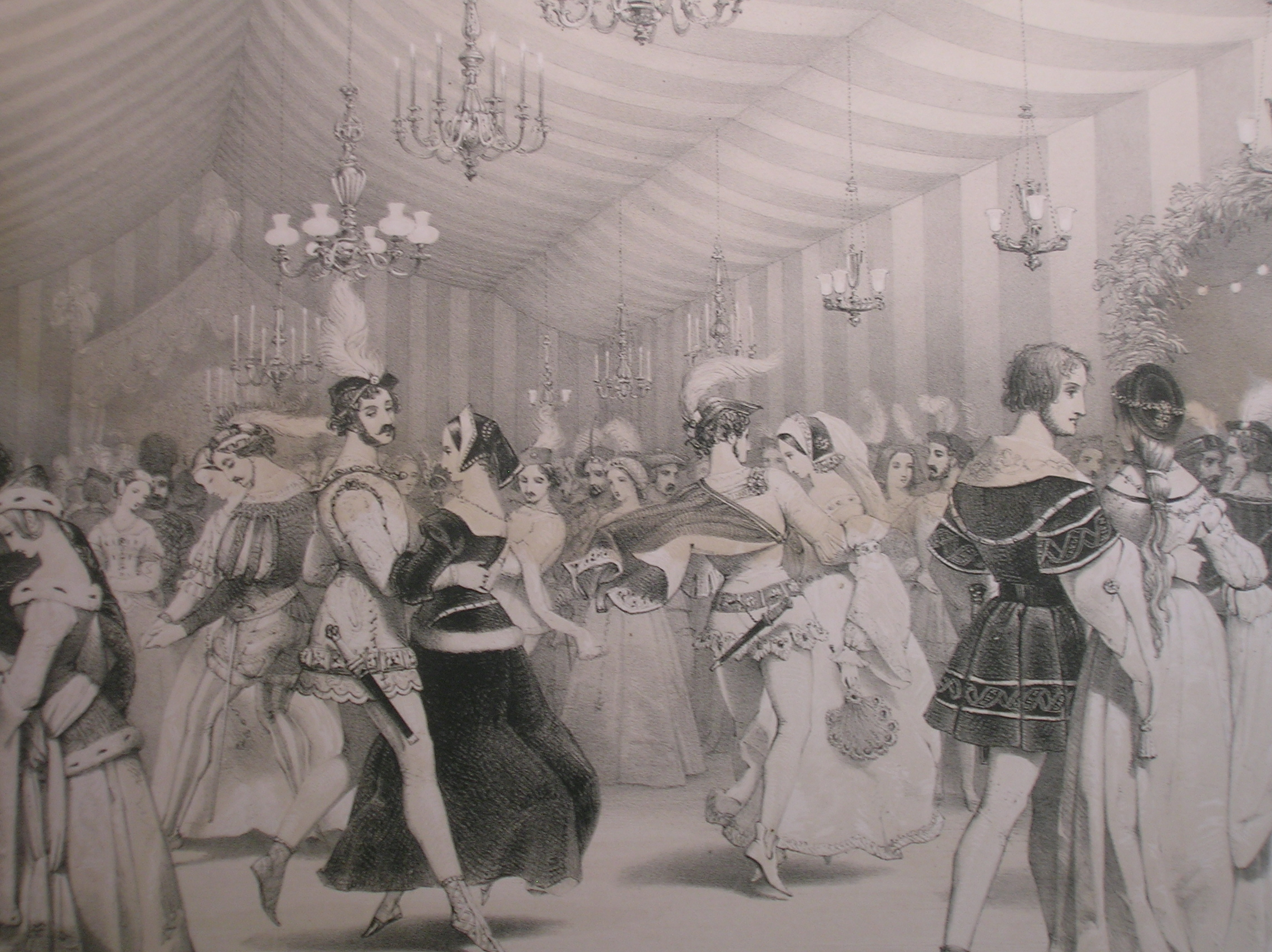
中世纪时的舞会

舞会是西方一种正式的跳舞的集会，参加者要穿着晚礼服等正装，整场舞会中很大的一部分由交际舞构成。

## 历史
舞会早在中世纪时就已出现，并在文艺复兴时期得到进一步发展。它原本只举行於宫廷中，且一般在晚上进行，直到17世纪后才在大众中流行起来，而后對於舞会本身及其参与者的各项要求皆逐步放宽。